# Torres-Strait-Inseln
Die Torres-Strait-Inseln sind eine Inselgruppe in der Torres-Straße, einer Meerenge zwischen der Nordspitze Australiens, dem Kap York, und der Südküste von Papua-Neuguinea. Sie gehören überwiegend zum australischen Bundesstaat Queensland. Einige Inseln entlang der Südküste von Neuguinea gehören zur Westprovinz von Papua-Neuguinea.
Zu ihnen zählen über 270 Inseln, wovon nur 21 bewohnt sind (19 auf australischer Seite sowie Daru und Parama Island auf der Seite Papua-Neuguineas). Hauptinsel ist auf australischer Seite Thursday Island (Waiben). Daru als Provinzhauptstadt der Westprovinz von Neuguinea ist noch wesentlich größer. Die flächenmäßig größte Insel ist die südlich benachbarte und kaum besiedelte Prince of Wales Island.

## Geschichte
Die Inseln waren bis vor etwa 6000 Jahren Teil der Landbrücke zwischen Neuguinea und Australien. Vor etwa 1000 Jahren wurden sie durch melanesische Seefahrer besiedelt.
Im Jahre 1606, sechs Monate vor Luiz Váez de Torres, nach dem diese Inseln benannt wurden, kam der Niederländer Willem Jansz mit seinem Schiff, der Duyfken, als erster Europäer zu den Inseln. 1770 wurden die Torres-Strait-Inseln unter James Cook als Teil Australiens britisch besetzt.
Im September 2022 entschied der UN-Menschenrechtsausschuss, dass Australien die Rechte der Inselbewohner gemäß Pakt über bürgerliche und politische Rechte verletzt hat, indem es sie nicht vor den Auswirkungen des Klimawandels geschützt hat.

## Politische Gliederung
Die überwiegend zu Australien zählenden Inseln der Torres-Strait-Inseln (einige nördliche Inseln wie Daru gehören zu Papua-Neuguinea, sie liegen nahe an dessen Küste) gehören verwaltungsmäßig zur Gemeinde Torres Shire und werden von Nord nach Süd in fünf Verwaltungseinheiten (Inselregionen) unterteilt:
1. Top-Western-Gruppe
2. Western-Gruppe
3. Central-Gruppe
4. Eastern-Gruppe
5. Inner-Islands-Gruppe (mit der Hauptinsel Thursday Island)

## Einwohner

Flagge der Torres-Strait-Insulaner

Auf den Inseln wird neben der Amtssprache Englisch unter anderem Mabuiag, Meriam und die Verkehrssprache Torres Creole (eine dem Tok Pisin von Papua-Neuguinea verwandte Kreolsprache) gesprochen.
2001 belief sich die Einwohnerzahl aller Inseln, mit Ausnahme der zu Papua-Neuguinea gehörigen Inseln Daru und Parama, auf 8069. Davon waren 6214 Torres-Strait-Insulaner (Melanesier beziehungsweise Papua) oder Aborigines.
Die Inseln leiden seit längerem unter anhaltender Abwanderung auf das australische Festland.